# Rezoluția 777 a Consiliului de Securitate al ONU
Rezoluția 777 a Consiliului de Securitate al Organizației Națiunilor Unite, adoptată în unanimitate la 19 septembrie 1992, după ce a reafirmat Rezoluția 713 (1992) și toate rezoluțiile ulterioare pe această temă, a constatat că statul cunoscut sub numele de Republica Socialistă Federativă Iugoslavia (RSFI) a încetat să existe. Consiliul a observat că, în conformitate cu Rezoluția 757 (1992), pretenția Republicii Federale Iugoslavia (Serbia și Muntenegru) de a continua automat calitatea de membru al Națiunilor Unite nu era larg acceptată. Prin urmare, a decis că statutul de membru al RSFI în cadrul Națiunilor Unite nu putea continua. Consiliul a recomandat Adunării Generale ca Republica Federală Iugoslavia (Serbia și Muntenegru) să-i fie revocată participarea în cadrul Adunării Generale și să solicite aderarea la Organizația Națiunile Unite.
Proiectul inițial al rezoluției, propus de Statele Unite, prevedea ca Adunarea Generală să confirme că „statutul de membru al Iugoslaviei încetează în cadrul Națiunile Unite”. Totuși, această formulare a fost eliminată pentru a obține sprijinul Rusiei, iar rezoluția în sine a rămas deschisă interpretărilor. Rusia și China au respins ideea excluderii Republicii Federale Iugoslavia din toate organele Națiunilor Unite, susținând că activitatea acesteia în celelalte organe nu ar fi afectată. Între timp, India și Zimbabwe (aliați tradiționali ai Iugoslaviei în cadrul Mișcării de Nealiniere) au declarat că Rezoluția 777 încalcă Carta Organizației Națiunilor Unite, în special articolele 5 și 6.
Rezoluția, care a mai precizat că va examina problema înainte de încheierea celei de-a 47-a sesiuni a Adunării Generale, a fost adoptată cu 12 voturi la nici unul împotrivă, în timp ce China, India și Zimbabwe s-au abținut de la vot.
La data de 22 septembrie 1992, Adunarea Generală aprobat cu o majoritate de 127 de voturi pentru, șase împotrivă și 26 de abțineri, decizia Consiliului de Securitate prin intermediul Rezoluției 47/1, deși textul a fost scurtat prin eliminarea frazei care stipula că „având în vedere că statul cunoscut anterior drept Republica Federativă Socialistă Iugoslavia a încetat să mai existe”. Între 1992 și 2000, Republica Federală Iugoslavia a refuzat să reaplice pentru calitatea de membru al Națiunilor Unite, iar Secretariatul Națiunilor Unite a permis misiunii RSFI să-și continue activitatea. Reprezentanții Republicii Federale Iugoslavia au fost acreditați la misiunea RSFI, continuând să lucreze în diverse organe ale Națiunilor Unite.